# Клари, Жюли
Мари-Жюли Клари (фр. Marie-Julie Clary; 26 декабря 1771, Марсель — 7 апреля 1845, Флоренция) — жена Жозефа Бонапарта, брата Наполеона. Королева-консорт Неаполя (1806—1808), королева-консорт Испании (1808—1813).

## Биография
Мари-Жюли Клари родилась в семье марсельского торговца шелком Франсуа Клари и его второй жены Франсуазы Розы Соми. У Жюли была младшая сестра Дезире (1777—1860), которая была невестой Наполеона Бонапарта, но позже в 1798 году вышла замуж за Жана Бернадота и стала впоследствии королевой Швеции.
В 1806—1808 годах правила с мужем в Неаполитанском королевстве. С 1808 по 1813 была королевой-консортом Испании. После изгнания из Испании и Франции супруги долгое время жили в Америке, затем вернулись в Европу.

## Семья и дети
С 1 августа 1794 года замужем за Жозефом Бонапартом, братом Наполеона Бонапарта. 
Дети - три дочери, две из которых достигли взрослого возраста:
- Жюли-Жозефина (1796—1796).

- Зенаида Бонапарт (8 июля 1801 — 8 августа 1854), замужем с 1822 за своим кузеном Шарлем Люсьеном Бонапартом (1803—1857), сыном Люсьена Бонапарта.
- Шарлотта Бонапарт (31 октября 1802 — 3 марта 1839), замужем с 1826 за своим кузеном Наполеоном Луи Бонапартом (1804—1831), сыном Луи Бонапарта и Гортензии Богарне.

## Образ в кино
- «Невеста короля[итал.]» (Италия, 1938) — актриса Лаура Солари
- «Удивительная судьба Дезире Клари[фр.]» (Франция, 1942) — актриса Иветт Лебон[фр.]
- «Дезире: любовь императора Франции[англ.]» (США, 1954) — актриса Элизабет Селларс[англ.]
- «Наполеон: путь к вершине» (Франция, Италия, 1955) — актриса Мишель Корду[фр.]